# Selo, Moravske Toplice
Selo este o localitate din comuna Moravske Toplice, Slovenia, cu o populație de 300 de locuitori.